# Benefiziatkirche St. Michael (Lienz)

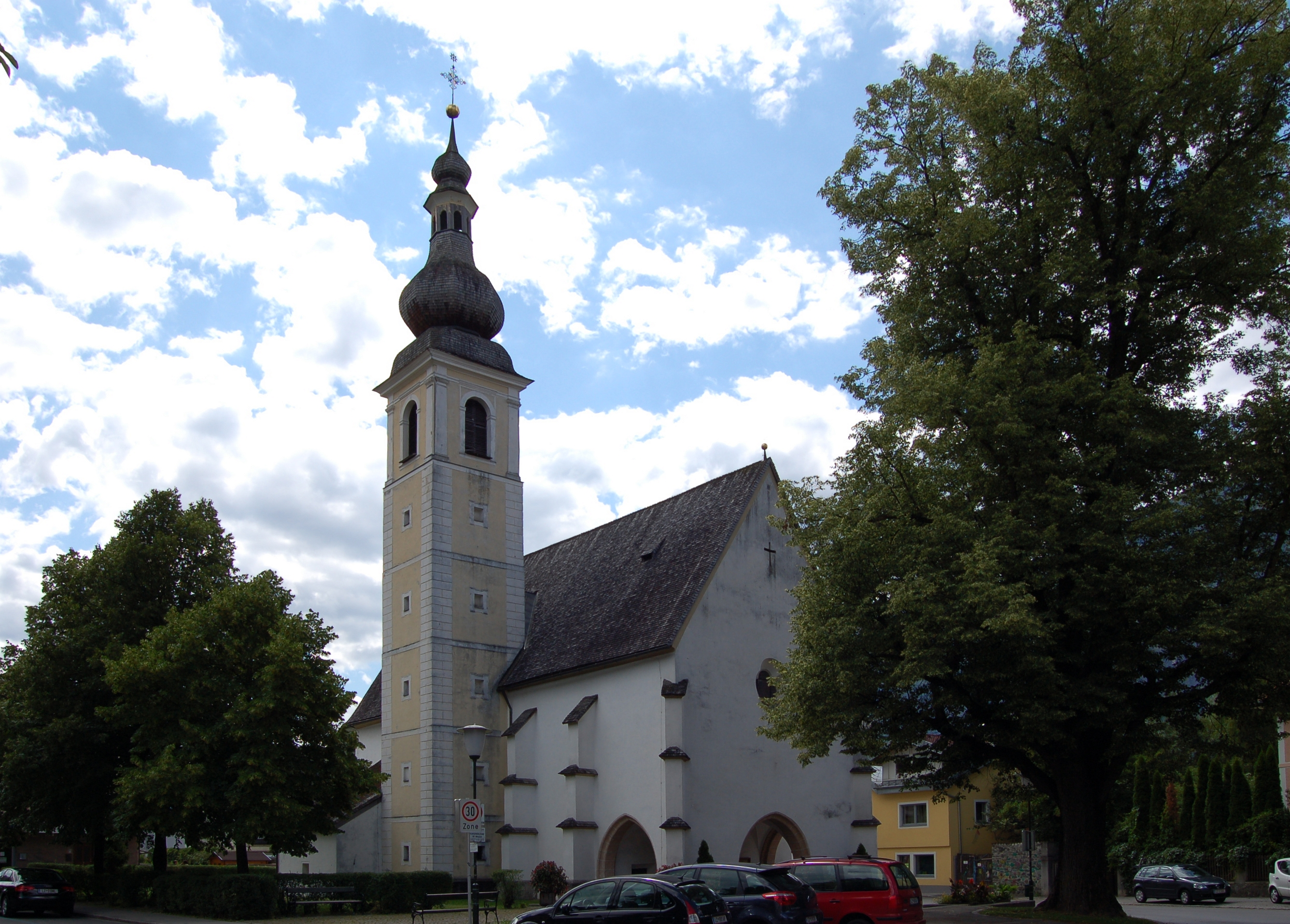
Katholische Benefiziatkirche hl. Michael in Lienz

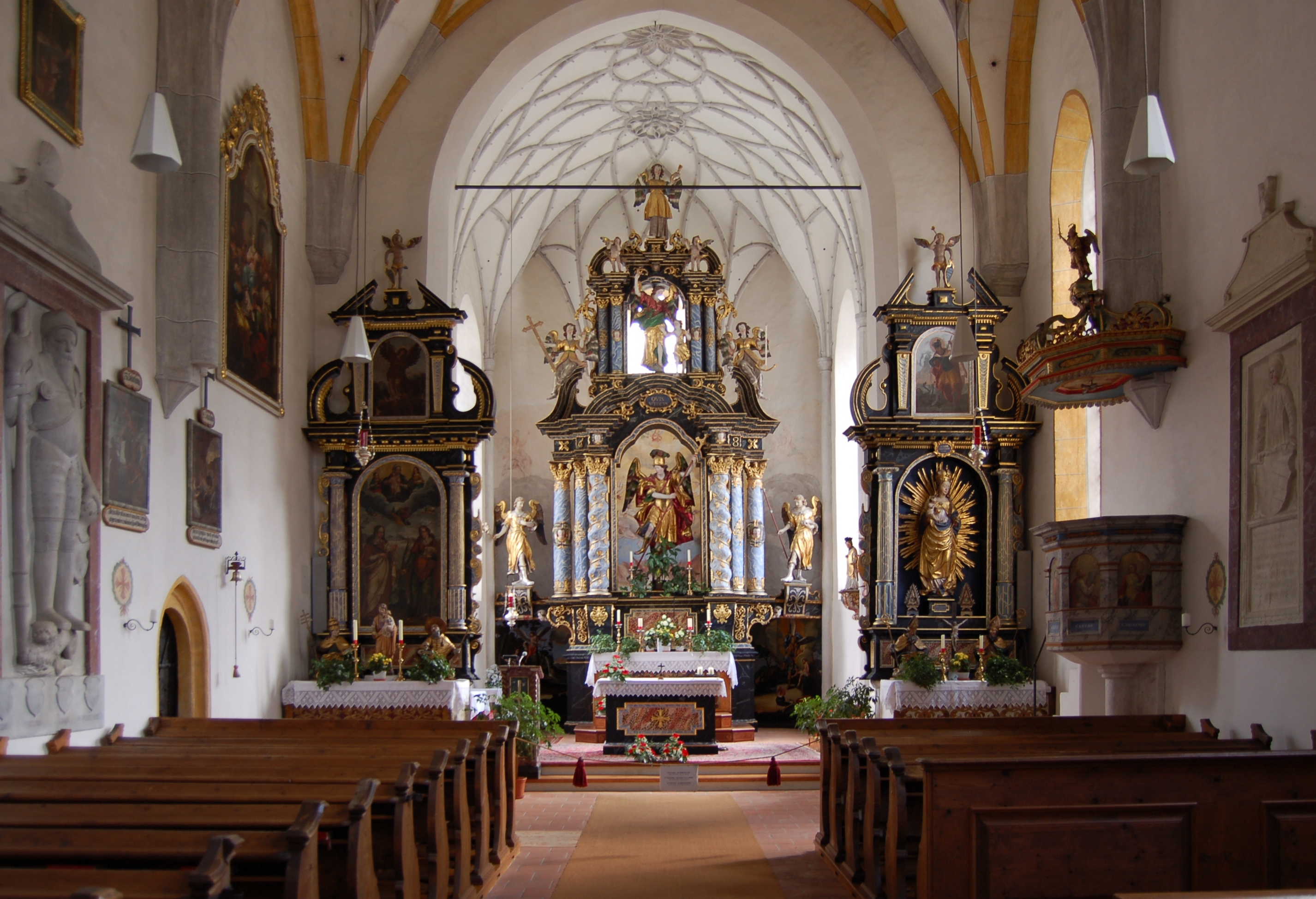
Langhaus, Blick zum Chor

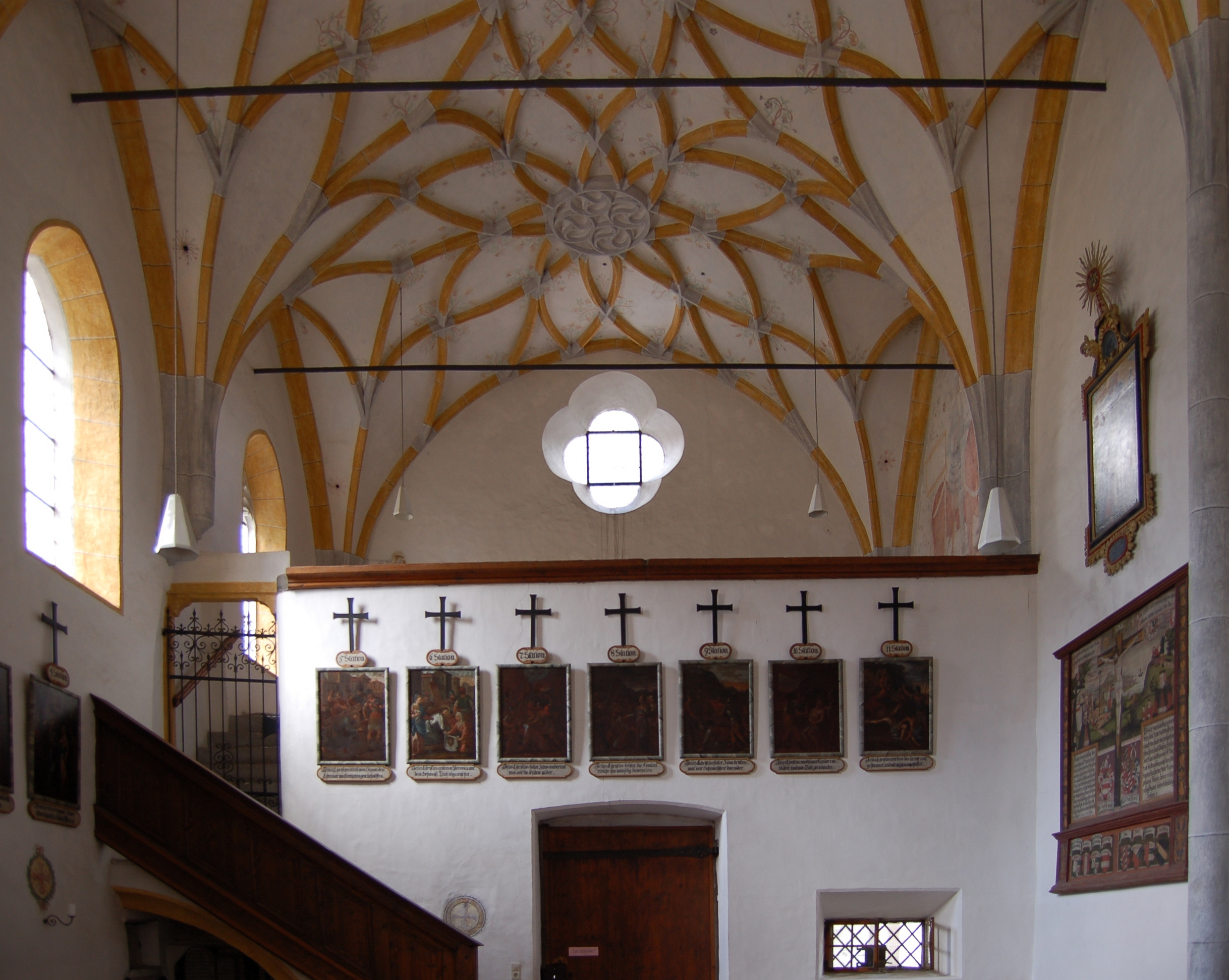
Langhaus, Blick zur Empore

Die römisch-katholische Benefiziatkirche St. Michael, auch Michaelskirche, steht im Zentrum des ehemaligen Rindermarktes an der Beda-Weber-Gasse in der Stadtgemeinde Lienz in Osttirol. Die dem Patrozinium des hl. Michael unterstellte Kirche gehört zum Dekanat Lienz der Diözese Innsbruck. Die Kirche steht unter Denkmalschutz (Listeneintrag).

## Geschichte
Obwohl älter, wurde die Kirche erst 1308 urkundlich genannt. Der Chor wurde in der zweiten Hälfte des 15. Jahrhunderts von der Görzer Bauhütte erbaut. 1501 stiftete Virgil von Graben, kaiserlicher Rat sowie Statthalter von Lienz, das St.-Michael-Benefizium, die Kirche wurde die Grabkirche der Familie von Graben und verwandter Familien wie den bayrischstämmigen Rainer zu Rain und den Leublfing. In der ersten Hälfte des 16. Jahrhunderts bis 1531 erfolgte ein Umbau durch den Baumeister Andrä Vierthaler und die Einwölbung des Langhauses mit seinem Sohn Bartlmä Firtaler. 1667 erfolgte bei der Erneuerung des Chorgewölbes eine Nachahmung des Vierthalerschen achtblättrigen Blütenstern-Figuration in Ast-Rippen. Der Turm wurde urkundlich 1712/1714 erbaut.

## Architektur
Das Kirchenäußere zeigt am Langhaus einen Sockel und zweifach getreppte Strebepfeiler mit einer Vorhalle, die in den Innenraum einbezogen ist und das Untergeschoß der Empore bildet. Der Vorraum ist mit drei Spitzbogen mit Gratgewölben überwölbt. Das spitzbogige Westportal ist doppelt gekehlt mit einem eingeblendeten tympanonartigen Rundbogenabschluss mit einer leeren Figurenkonsole, das Weihwasserbecken neben dem Portal zeigt die Jahresangabe 1488. Südseitig hat die Kirche ein spitzbogiges gekehltes Portal. Der abgesetzte Chor mit einem polygonalen Schluss hat einen umlaufenden gotischen Sockel. Der sechsgeschoßige Turm steht nordseitig im Bereich des letzten Joches am Langhaus und trägt eine achtseitige doppelte Zwiebelhaube.
Das Kircheninnere zeigt ein einschiffiges fünfjochiges Langhaus unter einem Gewölbe mit Rippenkonfigurationen in der Form achtblättriger Blütensterne mit fünf verschieden gestalteten maßwerkartigen Schlusssteinen, die Runddienste haben seitlich angesetzte Hohlkehlen. Die Empore hat die Breite des Langhauses. Die Fenster sind spitzbogig, nur bei einem Fenster ist das originale gotische Maßwerk erhalten, die Westfront hat ein Vierpassfenster. Der beidseits abgeschrägte Triumphbogen ist spitzbogig. Der eingezogene einjochige Chor mit einem Fünfachtelschluss verjüngt sich leicht von vorne nach hinten, die Wanddienste mit fünfachtel- bzw. mit rundem Querschnitt und Halbkapitellen zeigen die Bauformen der Görzer Bauhütte des 15. Jahrhunderts, das Gewölbe trägt Stuckrippen in Astform, die Formen des Langhausgewölbes nachahmend mit der Jahresangabe 1667 beim Triumphbogen.

## Einrichtung
Der Hochaltar aus 1683 hat einen Aufbau mit gedrehten Säulen umwunden von Weinranken, verkröpftes Gebälk, einen gesprengten geschweiften Giebel und einen Aufsatz mit Säulchen und gesprengten Volutengiebel, der Altar zeigt reiches Knorpelwerkornament und zentral die Statue des hl. Erzengels Michael von einem Meraner Bildhauer, die weiteren Statuen wurden Christof Egger zugeschrieben, über den Opfergangsportalen die Heiligen Erzengel Gabriel und Raphael und im Aufsatz Schutzengel sowie Engel mit den Symbolen Glaube, Hoffnung und Liebe.
Die Seitenaltäre um 1640 mit renaissancehaft-frühbarocken Formen mit kannelierten Säulen, geradem Gebälk, gesprengten geschwungenen Giebel und einem Aufsatz mit gesprengtem Dreieckgiebel; beide Seitenaltäre haben Leder-Antependien aus dem 17. Jahrhundert. Der linke Seitenaltar zeigt das Bild Maria mit den Heiligen Ursula und Agnes in freier Landschaft gemalt von Johann Hofmann 1641, im Aufsatz den hl. Michael, seitlich die Statuen der Heiligen Erasmus und Hieronymus dem Bartlmä Klettenhammer 1660 zugeschrieben und auf der Mensa die Büsten der Kirchenväter Gregorius und Hieronymus dem Johann Paterer um 1750/1760 zugeschrieben. Der rechte Seitenaltar zeigt in einer zentralen Nische die Statue Maria mit Kind umgeben von Putti und im Aufsatz das Bild hl. Chrysanth dem Johann Paterer zugeschrieben, die seitlichen Statuen zeigen zwei ritterliche Heilige mit Schwert und Kreuzfahne dem Bartlmä Klettenhammer um 1760/1770 zugeschrieben und auf der Mensa die Büsten der Kirchenväter Augustinus und Ambrosius von Johann Paterer um 1750/1760.
Die Kanzel aus der zweiten Hälfte des 17. Jahrhunderts zeigt am Korb Bilder der Evangelisten und am Schalldeckel Volutenbänder und die Statuette Erzengel Michael mit dem Flammenschwert.
Die Empore zeigt das Bild Heilige Familie mit der Stifterfigur des Ulrich Molinari aus dem Anfang des 18. Jahrhunderts, weiters auf der Empore der Wappenstein mit Inschrift des Andreas II. von Graben 1531, Neffe des Virgil und Stadtrichter von Lienz.
In einer Nische unter der Empore befindet sich eine Ansammlung von Steinen und Marmortafeln mit Inschriften: drei steinerne Kugeln mit Grabenwappen 1488, ein Mühlstein 1580, im Hintergrund eine Marmortafel mit der Darstellung des Tanzes um das goldene Kalb und den Gesetzestafeln des Moses.
Eine Glocke nennt Franz Graßmayr 1814.

## Grabdenkmäler
An den Außenwänden
- Epitaphien und Gedenktafeln für verschiedene Mitglieder des Geschlechtes der Herren von Graben.

Im Kircheninneren
- Gedenktafel für Paul und Ursula von Leublfing 1578 dem Andrä Peurweg zugeschrieben.
- Darstellung des israelistischen Heerlagers, der Ehernen Schlange und des Opfer Abrahams mit Wappen und Inschriften.
- Reliefplatte zu Virgil von Graben gestorben 1507.
- Grabplatte aus rotem Marmor zu Heinrich von Graben (einem Bruder von Virgil).
- Grabdenkmal zu Haymeran von Rain zu Sommeregg gestorben 1543, ein kaiserlicher Feldhauptmann in Italien.
- Grabplatte zu Rosina von Rain und Sommeregg, geborene von Graben, Nichte des Virgil und Gattin des Haymeran, gestorben 1534.
- Grabdenkmal zu Barbara von Raubach gestorben 1538.
- Grabdenkmal zu Margarethe von Graben gestorben 1544 mit Grabplatte, Säule und dahinter in die Wand eingelassene Reliefplatte mit der Darstellung der Ehernen Schlange.
- Unter der Stiege zur Empore Grabstätte für Andreas von Graben der Jüngere gestorben 1550.
- Vor dem Chor eine Gruftplatte für Verstorbene aus den verwandten Geschlechtern der Graben und Rain.